# Ceaikivka, Hrîstînivka
Ceaikivka (în ucraineană Чайківка) este un sat în comuna Uhluvatka din raionul Hrîstînivka, regiunea Cerkasî, Ucraina.

## Demografie
Componența lingvistică a localității Ceaikivka
     Ucraineană (97,97%)
     Rusă (2,03%)
Conform recensământului din 2001, majoritatea populației localității Ceaikivka era vorbitoare de ucraineană (97,97%), existând în minoritate și vorbitori de rusă (2,03%).